# Valea Seacă (Bacău)

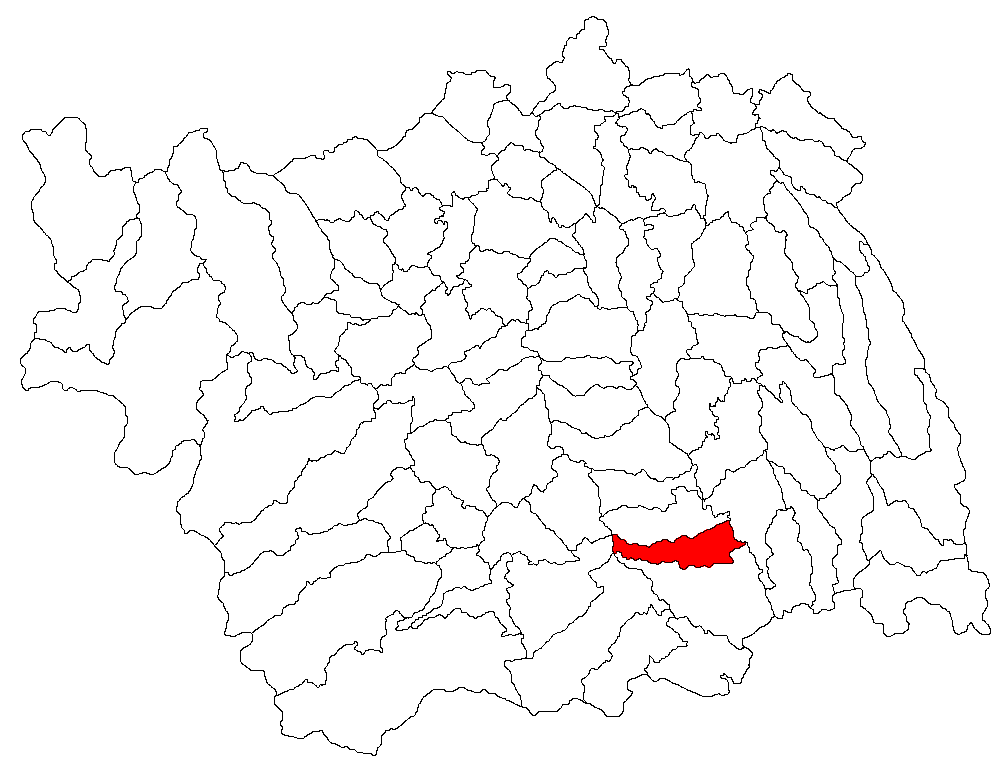
Kommunens läge i distriktet Bacău.

Valea Seacă är en kommun i södra delen av länet Bacău i Rumänien. Kommunen består av två tätorter, Cucova och Valea Seacă. Kommunens yta är 47,95 kvadratkilometer.
I folkräkningen 2011 hade kommunen 3 867 invånare, varav 64,3 % var rumäner och 35,6 % var romer.